# Meijer (achternaam)
Meijer of Meyer is een van oorsprong Nederlandse achternaam. De naam komt van het beroep meier, dat verhuurder, rentmeester, opzichter of hofmeester betekent, etymologisch vergelijkbaar met het Engelse Mayor.

## Aantallen naamdragers

### Nederland
In Nederland kwamen de namen Meijer en Meyer in 2007 40.047 keer voor. Daarmee was het de tiende meest voorkomende achternaam. De grootste concentratie woonde toen in Goedereede met 1,655% van de bevolking aldaar. Een afzonderlijke groep vormen de "Meijers", in Duitse streken worden ze als "Meyer" geschreven. Deze naam is dan vaak een voornaam of een tweede achternaam.

### België
In België kwam de naam in 2008 2.041 keer voor. De grootste concentratie woonde toen in Sankt Vith met 1,331% van de bevolking daar. De Nederlandse spelling Meijer komt veel in Vlaanderen voor, de Franse spelling Meyer met in de uitspraak de klemtoon op de tweede lettergreep, meer in Wallonië.

## Naamdragers van Meijer
- Adriaan Frans Meijer (1769-1845), Nederlands legerofficier
- Arend Frederik Meijer (1836-1920), Nederlands marineofficier
- Arnold Meijer (1905-1965), Nederlands fascistisch politicus
- Bart Meijer (1982), Nederlands televisie- en radiopresentator
- Bert Meijer (1955), Nederlands hoogleraar scheikunde
- Berthe Meijer (1938-2012), Nederlands journaliste en schrijfster
- Bertus Meijer (1900-1980), Rotterdamse schrijver
- Bjorn Meijer (2003), Nederlands voetballer
- Carel Adriaan Jan Meijer (1864-1927), Nederlands legerofficier
- Carel Hendrik Meijer (1799-1871), Nederlands legerofficier
- Carl Meijer (1987), Nederlands ondernemer
- Chris Meijer (1917-1940), Nederlands militair, geëxecuteerd vanwege desertie
- Cis Meijer (1970), kinderboekenschrijfster
- Clara Meijer-Wichmann (1865-1922), Nederlands anarcho-socialiste en juriste
- Connie Meijer (1963-1988), Nederlands wielrenster
- Cornelis Janszoon Meijer (1629 -1701), Nederlands waterbouwkundige
- Cornelis Meijer (1861-1935), Nederlands burgemeester
- Eduard Meijer (1878-1929), Nederlands zwemmer en waterpoloër
- Ep Meijer (1959), Nederlands schrijver
- Erik Meijer (1944), Nederlands politicus
- Erik Meijer (1969), Nederlands voetballer
- Erik J. Meijer, Nederlands acteur, regisseur en poppenspeler
- Fenna Meijer (2003), Nederlands voetbalspeelster
- Fik Meijer (1942), Nederlands historicus
- Frans Meijer (1953), Nederlands crimineel
- Fred Meijer (1919-2011), Amerikaans ondernemer
- Fred Meijer (1960), Nederlands stemacteur
- Geert Meijer (1951), Nederlands voetballer
- Gerard Meijer (1935), Nederlands verzorger/masseur
- Gerard Meijer (1962), Nederlands hoogleraar natuurkunde
- Han Meijer (1935), Nederlands politicus
- Hein Meijer (1961), Nederlands dammer
- Hendrik Meijer (1883-1964), Nederlands-Amerikaans ondernemer
- Hendrik Arnold Meijer (1810-1854), Nederlands marineofficier en dichter
- Hendrik Diderik Bernhard Meijer (1852-1925), secretaris van de Nederlandse Schaakbond
- Hendrik Frederik Meijer (1832-1895), Nederlands generaal-majoor
- Henk Jan Meijer (1951), Nederlands burgemeester
- Henny Meijer (1962), Surinaams-Nederlands voetballer
- Herman Meijer (1947), Nederlands politicus
- Herman Meijer (1942), Nederlands coureur
- Ischa Meijer (1943-1995), Nederlands journalist, toneelschrijver, filmacteur en televisiepresentator
- Jaap Meijer (1912-1993), Nederlands historicus en poëzieschrijver
- Jaap Meijer (1905-1943), Nederlands wielrenner
- Jacobus Gijsbertus Meijer (1793-1848), Nederlandse legerofficier
- Jan Meijer (1921-1993), Nederlands atleet
- Jan Meijer (1926-2012), Nederlands voetballer
- Jarno Meijer (1978), Nederlands langebaanschaatser
- Jill Meijer (1996), Nederlands handbalster
- John Meijer (1958), Nederlands gitarist
- Johnny Meijer (1912-1992), Nederlands accordeonist
- Jonas Daniël Meijer (1780-1834), Nederlands Joods advocaat
- Just Meijer (1956), Nederlands acteur
- Karel Meijer (1884-1967), Nederlands waterpoloster
- Lavinia Meijer (1983), Nederlands harpiste
- Louis Meijer (1809-1866), Nederlands kunstschilder
- Maike Meijer (1967), Nederlands actrice en scenarioschrijfster
- Marcel Meijer, (1966) Deens-Nederlands politicus
- Mariane Antoinette Meijer (1804-1886), Nederlands schilder
- Mary Meijer-van der Sluis (1917-1994), Nederlands schermster
- Menno Meijer (1930), Nederlands edelsmid en beeldhouwer
- Meta Meijer (1969), Nederlands politicus
- Niels Meijer (1980), Nederlands basketballer
- Onno Meijer (1960-2008), Nederlands acteur en regisseur
- Patrick Meijer (1973), Nederlands stand-upcomedian
- Paul Meijer (1915-1989), Nederlands acteur
- Paul Meijer (1985), een Nederlands autocoureur
- Peter Meijer (1946-2011), Nederlands politicus
- Peter James Meijer (1988), Amerikaans politicus
- Peter Meijer (1953), Nederlands beeldend kunstenaar
- Rinus Meijer (1917-1985), Nederlands beeldend kunstenaar
- Roelf Meijer (1827-1884), Nederlands orgelbouwer
- Rogier Meijer (1981), Nederlands voetballer en voetbaltrainer
- Sal Meijer (1877-1965), Nederlands kunstschilder
- Saskia Meijer (1979), Nederlands meerkampster
- Simon Pierre François Meijer (1809-1890), Nederlands legerofficier
- Simon Pierre François Meijer (1877-1937), burgemeester
- Sonja Meijer (1929-1994), Nederlands beeldhouwster
- Stijn Meijer (1999), Nederlands voetballer
- Theo Meijer (1947-2023), Nederlands politicus
- Theo Meijer (1965), Nederlands judoka
- Willem Hendrik Meijer (1877-1951), Nederlands politicus en vakbondsman
- Willem Meijer (1923-2003), Nederlands botanicus
- Willem Meijer (1838-1909), Nederlands missionaris
- Wim Meijer (1939), Nederlands politicus voor de PvdA
- Wim Meijer (1923-2001), Nederlands politicus voor de PSP

## Samengestelde namen met Meijer
- Bart Meijer van Putten (1949-2007), Nederlands medisch journalist
- Henk Romijn Meijer (1929-2008), Nederlands taalkundige en schrijver
- Johannes Kroese Meijer (1898-1972), Nederlands officier

## Naamdragers van Meyer
- Adolf Meyer (architect), Duits architect en ontwerper
- Adriaan Frans Meijer, Nederlands legerofficier
- Albert Meyer, Zwitsers politicus
- Alfred Meyer, Duits staatssecretaris en plaatsvervangend rijksminister van de bezette Oostelijke gebieden
- Anita Meyer, Nederlands zangeres
- Antoinette Meyer (1920-2010), Zwitsers alpineskiester
- Barbara Meyer, Duits vermoed lid van de Rote Armee Fraktion
- Bertrand Meyer, Frans programmeur
- Breckin Meyer, Amerikaans acteur
- Bruno Meyer, Duits bombardementspiloot
- Cameron Meyer, Australisch wielrenner
- Carel Hendrik Meijer, Nederlands officier der artillerie
- Christian Erich Hermann von Meyer, Duits Paleontologie
- Conrad Ferdinand Meyer, Zwitsers schrijver
- Eduard Meyer, Duits historicus
- Elana Meyer, Zuid-Afrikaans langeafstandsloopster
- Hajo Meyer, Joods-Nederlands natuurkundige en politiek activist
- Hannes Meyer, Zwitsers architect
- Hans Meyer, Duits geograaf, ontdekkingsreiziger en uitgever
- Hans Meyer, Duits voetbaltrainer en ex-voetballer
- Herrmann Julius Meyer, Duits uitgever
- Jean Meyer, Frans acteur en regisseur
- Jean Meyer, Frans-Mexicaans historicus
- Joseph Meyer, Duits industrieel en uitgever
- Josine Meyer, Nederlands essayist en astroloog
- Julius Lothar Meyer, Duits chemicus
- Kurt Meyer, Duits generaal-majoor van de Waffen-SS
- Lodewijk Meyer, Nederlands arts, latinist, vertaler, lexicograaf, toneelschrijver en radicaal Verlichter
- Lorenzo Meyer, Mexicaans historicus en journalist
- Monika Meyer-Holzapfel, Zwitserse zoöloge
- Ron Meyer (AOV) (1928-2012), oud-Tweede Kamerlid
- Ron Meyer (SP) (1981), Nederlands politicus
- Russ Meyer, Amerikaans regisseur en producent
- Sabine Meyer, Duits klarinettiste
- Selma Meyer, Nederlandse feministe, pacifiste en verzetsstrijdster
- Simon Pierre François Meijer, Nederlands officier der artillerie
- Stephenie Meyer, Amerikaans kinderboekenschrijfster
- Wolfgang Meyer, Duits klarinettist
- Wybo Meyer, Nederlands kunstenaar

## Samengestelde namen met Meyer
- Jakob Liebmann Meyer Beer, de Duitse componist Giacomo Meyerbeer
- Jan Meyer Drees, Nederlands helikopterontwerper
- Bernhard van den Sigtenhorst Meyer, Nederlands componist